# Michael Prusikin

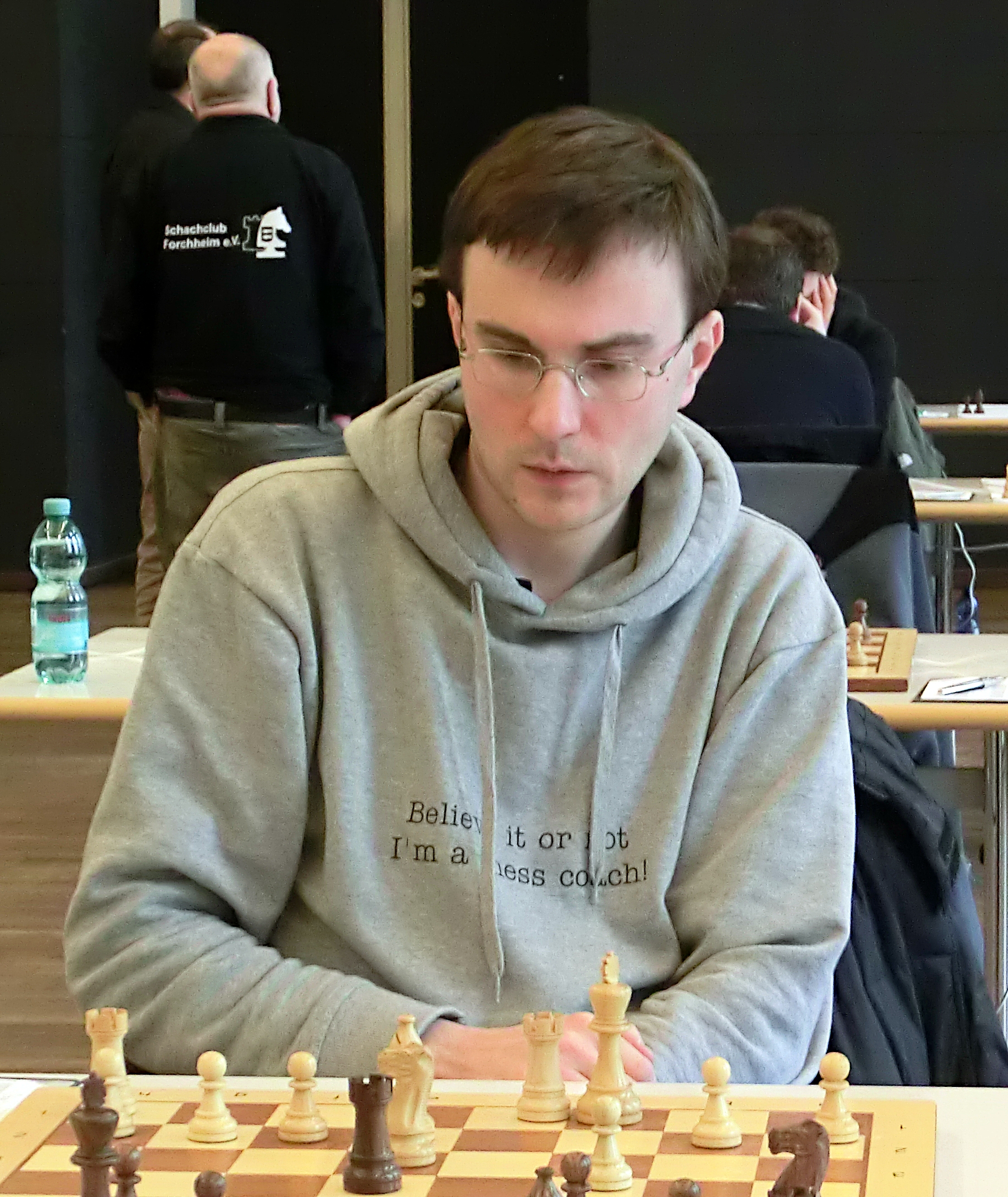
Michael Prusikin, 2013

Michael Prusikin (Charkov, 19 januari 1978) is een Duitse schaker van Oekraïense afkomst. Zijn FIDE-rating was 2547 in 2006 en 2535 in 2016. In februari 2015 stond hij op plaats 30 op de Duitse ranglijst. Hij is een grootmeester (GM).
Prusikin leerde op vijfjarige leeftijd schaken. In 1995 ging hij met zijn moeder en stiefvader als vluchteling naar Duitsland. In 1998 kreeg hij de titel internationaal meester (IM). In 1999 won hij het Young Masters toernooi in het Zwitserse Zug. In 2000 werd Prusikin kampioen van Beieren en werd vierde bij de Duitse schaakkampioenschappen. Na het voltooien van een pedagogische opleiding besloot hij in 2004 professioneel schaker te worden. Eveneens in 2004 werd hij grootmeester. De normen voor de grootmeestertitel behaalde hij in seizoen 2000 / 2001 in de 2e klasse van de bondscompetitie, bij een grootmeestertoernooi in januari 2003 en bij een grootmeestertoernooi in Miskolc in maart 2004.
In 2005 speelde Prusikin mee in het toernooi om het kampioenschap van Duitsland en eindigde daarbij met 5.5 uit 9 op de negende plaats. Eveneens in 2005 was hij lid van het Duitse nationale team bij het toernooi om de Mitropacup. In totaal nam Prusikin zes keer deel aan het toernooi om de Mitropacup en won deze in 2011 in Merlimont.
Bij de Schaakolympiade in 2008 speelde hij aan bord 2 van het derde Duitse team.
Prusikin is ook actief als schaaktrainer. Hij trainde onder andere Dieter Lutz, op 18-jarige leeftijd kampioen van Beieren in 2007, Léon Mons, Duits jeugdkampioen en reeds op 17-jarige leeftijd spelend in de bondscompetitie, en Hanna Marie Klek, meervoudig Duits jeugdkampioen bij de meisjes en 2e bij de wereldjeugdkampioenschappen in de categorie meisjes tot 16 jaar. Sinds het seizoen 2009/10 leidt hij binnen de Beierse SchaakJeugd (BSJ) het "D4-Nachwuchskader".

## Schaakverenigingen
Vanaf 1997 speelde Prusikin voor de schaakvereniging SC Forchheim gedurende zes jaar in de 2e klasse van de Duitse bondscompetitie en in seizoen 2002/03 in de 1e klasse van de Duitse bondscompetitie. Van 2006 tot 2008 speelde hij met TSV Bindlach in de 1e klasse, na de degradatie van TSV Bindlach uit de 1e klasse keerde hij terug bij SC Forchheim, waarmee hij in seizoen 2012/13 weer in de eerste klasse speelde.
In een van de Zwitserse bondscompetities (Nationalliga) speelt Prusikin sinds 2002 voor de SV Wollishofen, waarmee hij in 2006 deelnam aan het toernooi om de European Club Cup. In de andere Zwitserse bondscompetitie (Bundesliga) speelde hij in 2004 voor Wollishofen, van 2006 tot 2012 voor Valais, waarmee hij in 2010 en in 2011 kampioen werd, en sinds 2012 voor de SC Lyss-Seeland. In de Oostenrijkse bondscompetitie speelt Prusikin sinds 2010 voor het Salzburgse team SIR Bernhard Glatz.

## Externe koppelingen
- (en)   Informatie over schaakpartijen van Michael Prusikin op ChessGames.com
- (en)   Informatie over schaakpartijen van Michael Prusikin op 365chess.com
- (en)  FIDE-ratinggegevens voor Michael Prusikin